# Palaeochrysophanus euridice
Palaeochrysophanus euridice är en fjärilsart som beskrevs av Jacob Hübner 1798/803. Palaeochrysophanus euridice ingår i släktet Palaeochrysophanus och familjen juvelvingar. Inga underarter finns listade i Catalogue of Life.